# Giovanni Perlingieri
Giovanni Perlingieri (Benevento, 5 gennaio 1906 – Benevento, 3 settembre 1972) è stato un avvocato e politico italiano della Democrazia Cristiana sin dai tempi dell'Assemblea Costituente.

## Biografia
Fu membro dell'Assemblea Costituente eletto nella lista Dc, collegio Benevento - Campobasso.
Venne rieletto nelle elezioni del 1948, sempre nella lista Democristiana, circoscrizione Benevento, Avellino, Salerno.
Ricandidatosi nel 1953 e proclamato Deputato nel 1954 in sostituzione del defunto Giambattista Bosco Lucarelli.
Si candidò nel 1963 con la Dc al Senato della Repubblica, collegio Benevento - Ariano Irpino (voti 31.807 - 26,8&)
È il padre del noto giurista e docente universitario Pietro Perlingieri.